# Kõinastu
Kõniastu (estonsky Kõniastu laid, švédsky Drotzenhom) je estonský ostrov v Baltském moři, který leží mezi ostrovy Saaremaa a Muhu. Je vzdálen asi 130 km na jihozápad od Tallinnu. Administrativně patří pod obec Saaremaa v kraji Saarema.
Ostrov má rozlohu 262 hektarů, obvod 8,4 km. Délka od severu k jihu je 2,3 km, šířka od východu na západ 2,0 km. Ostrov je velmi plochý, nejvyšší bod je 14 m n. m.
Na ostrově bylo identifikováno 369 druhů rostlin, z nichž je 16 chráněných. Na ostrově se chovají ovce, které spásají tamní louky.
Ostrov je poprvé uváděn ve středověku pod názvem Drotzenholm. Na začátku 16. století tam a byly dvě farmy, později i malá vesnice. V roce 1834 už bylo farem pět a 73 obyvatel. V roce 1965 však ostrov opustili poslední obyvatelé. Ostrov slouží pro letní rekreaci. Podle sčítání lidu v roce 2011 žili na ostrově trvale čtyři obyvatelé.
V severní části ostrova je maják, který byl opět uveden v činnost v roce 2006.